# 平井靖
平井 靖（ひらい やすし、1942年10月10日 - ）は、岐阜県出身の日本の俳優。かつては東映、大映、京都映画、エクラン社に所属していた。

## 出演

### 映画
- 「226」（1989年6月17日） - 小館喜代松
- 「助太刀屋助六」（2002年2月16日）
- 「白い犬とワルツを」（2002年4月13日）
- 「あずみ」（2003年5月10日）
- 「跋扈妖怪伝 牙吉」（2004年2月7日） - 犬神村の長老
- 「武士の家計簿」（2010年12月4日） - 庄屋

### テレビドラマ

#### NHK
- 「その木戸を通って」（1995年3月26日）
- 「五瓣の椿」第1話 - 第4話（2001年11月30日 - 12月21日） - 嘉助
- 「華岡青洲の妻」第1話（2005年1月21日）
- 「出雲の阿国」第1話（2006年1月13日）
- 「ちいさこべ～若棟梁と九人の子～」最終話（2006年10月5日）

#### 日本テレビ
- 「青春太閤記 いまにみておれ!」第10話（1970年6月6日）
- 火曜サスペンス劇場
  - 「京都慕情殺人事件」（1985年3月19日）
  - 「京都・女性記者シリーズ」
    - 第4作「京都日野殺人街道」（1995年2月28日）
    - 第6作「京都北陸殺人街道」（1995年12月5日）
- 「大河ドラマが描かない坂本龍馬の真実」（2010年6月29日）

#### TBS
- 「白頭巾参上」第33話（1970年5月17日）
- 「木枯し紋次郎 年に一度の手向け草」（1990年12月28日）
- 月曜ドラマスペシャル
  - 「古谷一行の金田一耕助シリーズ」
    - 第13作「名探偵・金田一耕助シリーズ・八つ墓村」（1991年7月1日）
    - 第21作「悪魔の花嫁」（1995年9月4日）

  - 「検視官江夏冬子」第1作（1997年6月30日）
- 月曜ゴールデン「赤かぶ検事奮戦記」第3作（2011年11月14日）

#### フジテレビ
- 「宮本武蔵」第2話・第21話（1975年10月14日・1976年2月24日）
- 「お耳役秘帳」第6話（1976年5月11日）
- 「浪花おこし」（1978年7月3日 - 9月1日）
- 時代劇スペシャル「さそり伝奇 風雲将棋谷」（1983年11月24日）
- 関西テレビ制作・月曜夜10時枠の連続ドラマ
  - 京都サスペンス「柩の中に藤の花を」（1987年11月16日）
  - 松本清張サスペンス「愛と空白の共謀」（1988年9月12日）
  - 山村美紗サスペンス「水仙の花言葉は死」（1990年4月23日）
- 「鬼平犯科帳」
  - 「鬼平犯科帳 第1シリーズ」
  - 第3話「蛇の眼」（1989年7月26日）
  - 第8話「さむらい松五郎」（1989年9月6日） - 赤尾の清兵衛
  - 最終話「流星」（1990年2月21日）
  - 「鬼平犯科帳 第2シリーズ」
    - 第7話「猫じゃらしの女」（1990年11月28日）
    - 第16話「白と黒」（1991年3月6日）

  - 「鬼平犯科帳 第3シリーズ」
    - 第3話「馴馬の三蔵」（1991年12月11日）
    - 第18話「おみよは見た」（1992年5月6日）

  - 「鬼平犯科帳 第4シリーズ」第11話「掻掘のおけい」（1993年3月10日）
  - 「鬼平犯科帳 第7シリーズ」第14話「逃げた妻」（1997年7月9日）
  - 「鬼平犯科帳 第8シリーズ」第2話「瓶割り小僧」（1998年4月22日）
  - 「鬼平犯科帳スペシャル 引き込み女」（2008年10月17日） - 袋物商
  - 「鬼平犯科帳スペシャル 雨引の文五郎」（2009年1月17日） - 幸兵衛
  - 「鬼平外伝 夜兎の角右衛門」（2011年1月3日）
  - 「鬼平外伝 熊五郎の顔」（2011年11月19日）
  - 「鬼平外伝 正月四日の客」（2013年1月3日）
  - 「鬼平犯科帳 浅草・御厩河岸」（2015年12月18日） - 心太売り
- 金曜エンタテイメント「京都祇園入り婿刑事事件簿」
  - 第1作「祇園の芸妓がつかんだ女社長の座… 25年前に賀茂川に消えた子供と着れない花嫁衣裳の謎にムコ殿が鋭く迫る」（1997年5月9日）
  - 第2作「老舗和菓子屋の女将は祇園一の魔性の女と呼ばれていた!! 過去の悲劇を背負って生きる女達…連続殺人犯にムコ殿が挑む」（1997年10月3日）
  - 第5作「名門華道界を揺れ動かす愛欲のスキャンダル!! 母と息子の衝撃の過去の秘密」（1999年7月23日）
  - 第7作「娘冴子が突然の誘拐…命がけで身代金を運ぶ母に迫る過去の強盗殺人犯」（2000年12月1日）
  - 第8作「捨て子の赤ちゃん騒動と看護婦連続殺人の巧妙な罠… 大混乱の老舗茶屋に延びる医療ミスへの怨みの魔の手」（2001年6月8日） - 「みむら」の常連客
- 「雲霧仁左衛門」最終話（1999年3月）
- 「剣客商売」
  - 「剣客商売 第4シリーズ」第2話「約束金二十両」（2003年1月28日） - 亭主
  - 「剣客商売 第5シリーズ」第3話「越後屋騒ぎ」（2004年2月17日）
  - 「剣客商売 春の嵐」（2008年4月11日）
- 「怪談スペシャル」（2005年8月2日）
- 金曜プレステージ
  - 「眉山」（2008年4月4日）
  - 「剣客商売」第1作（2012年8月24日） - 嘉助 役
- 「恐怖新聞」第1話 - 第3話・最終話（2020年8月29日 - 9月12日・10月10日） - 徳蔵 役

#### テレビ朝日
- 「おしどり右京捕物車」第6話（1974年5月9日）
- 必殺シリーズ
  - 「必殺仕置屋稼業」第26話（1975年12月26日）
  - 「新・必殺仕置人」
    - 第7話「貸借無用」（1977年3月4日） - 三下
    - 第24話 「誘拐無用」（1977年7月8日） - 浅吉
    - 最終話 「解散無用」（1977年11月4日） - 小者

  - 「新 必殺からくり人」
    - 第5話「東海道五十三次殺し旅 府中」（1977年12月16日） - 手下
    - 第8話「東海道五十三次殺し旅 藤川」（1978年1月6日） - 馬方
    - 第11話「東海道五十三次殺し旅 庄野」（1978年1月27日） - 商人

  - 「江戸プロフェッショナル・必殺商売人」
    - 第10話「不況に新商売の倒産屋」（1978年4月28日） - 大工定吉
    - 第18話「殺られた主水は夢ん中」（1978年6月23日） - 平太
    - 第19話「親にないしょの片道切符」（1978年6月30日） - 岡っ引

  - 「必殺からくり人・富嶽百景殺し旅」
    - 第2話「隠田の水車」（1978年9月1日） - 人足
    - 第7話「駿州江尻」（1978年10月6日） - 子分
    - 第9話「深川万年橋下」（1978年10月20日） - 目明し
    - 第10話「隅田川関屋の里」（1978年10月27日） - 旅籠番頭
    - 第13話「尾州不二見原」（1978年11月17日） - 目明し
    - 最終話「凱風快晴」（1978年11月24日） - 梅屋番頭

  - 「翔べ! 必殺うらごろし」
    - 第2話「突如 奥方と芸者の人格が入れ替った」（1978年12月15日） - 小者
    - 第12話「木が人を引き寄せて昔を語る」（1979年2月23日） - 門番
    - 第15話「馬が喋べった! あんた信じるか」（1979年3月16日） - 代官所小者
    - 最終話「悪用した催眠術! 先生勝てるか」（1979年5月11日） - 子分

  - 「必殺仕事人」
    - 第1話「主水の浮気は成功するか?」（1979年5月18日） - 職人
    - 第7話「主水をあやつるバチの音は誰か?」（1979年6月29日） - 子分
    - 第11話「極悪人ほど よく眠れるか?」（1979年7月27日） - 番頭佐平
    - 第17話「鉄砲で人を的にした奴許せるか?」（1979年9月7日） - 同心
    - 第20話「この世の地獄は何処にあるのか?」（1979年9月28日） - 役人
    - 第31話「弓技標的はずし」（1979年12月21日） - 客
    - 第33話「炎技半鐘撲り」（1980年1月4日） - 小者
    - 第36話「合掌技地獄落し」（1980年1月25日） - 若旦那
    - 第44話「艶技鬼面潰し」（1980年3月28日） - 同心
    - 第48話「表技魔の鬼面割り」（1980年4月25日） - 町の人
    - 第51話「覗き技天地入れ替つぶし」（1980年5月16日） - 牢番
    - 第53話「惚れ技情炎半鐘割り」（1980年5月30日） - 大工甲
    - 第56話「外し技釣鐘からくり割り」（1980年6月20日） - 役人
    - 第61話「脅し技闇医術千両潰し」（1980年8月8日） - 六助
    - 第65話「散り技花火炸裂乱れ斬り」（1980年9月5日） - 花火屋
    - 第71話「絞り技一揆助命脳天突き」（1980年10月17日） - 正太
    - 第74話「引き技強奪押し込み斬り」（1980年11月14日） - 岡っ引
    - 第79話「隠し技潜入喉輪攻め」（1980年12月19日） - 同心青木
    - 第81話「捜し技高利蟻地獄斬り」（1981年1月9日） - 下っ引き三太
    - 第83話「沈め技花嫁偽装返し突き」（1981年1月23日） - 長屋の住人
    - 最終話「散り技仕事人危機激進斬り」（1981年1月30日） - 岡っ引

  - 「新・必殺仕事人」
    - 第3話「主水 子守する」（1981年5月22日） - 参吉
    - 第8話「主水 端唄で泣く」（1981年6月26日） - 同心
    - 第12話「主水 金一封あてにする」（1981年7月24日） - 同心
    - 第14話「主水 悪い夢を見る」（1981年8月7日） - 供侍
    - 第19話「主水 夜長にガッカリする」（1981年9月25日） - 酔っ払い
    - 第21話「主水 左遷を気にする」（1981年10月9日） - 奉行所手先
    - 第23話「主水 かくれて夜勤する」（1981年10月23日） - 同心
    - 第25話「主水 猫を逮捕する」（1981年11月6日） - 瓦版売り
    - 第30話「主水 御用納めする」（1981年12月25日） - 同心
    - 第40話「主水 ケチに感心する」（1982年3月12日）
    - 第41話「主水 父親捜しする」（1982年3月19日） - 人足頭
    - 第42話「主水 バクチする」（1982年3月26日） - 町人
    - 第45話「主水 心配する」（1982年4月16日） - 留吉
    - 第51話「主水 ビックリする」（1982年5月28日） - 囚人
    - 第53話「主水 甘味対策する」（1982年6月11日） - 岡つ引き

  - 「必殺シリーズ10周年記念スペシャル 仕事人大集合」（1982年10月1日） - 飛脚
  - 「必殺仕事人III」第7話（1982年11月19日）
  - 「必殺仕事人IV」
    - 第8話「せんとりつ 子供をもらう!?」（1983年12月16日） - ソバ屋

  - 「必殺仕切人」
    - 第2話「もしも勇次の糸が切れたら」（1984年9月7日） - 藩士
    - 第4話「もしも狼男が現れたら」（1984年9月21日） - 源佐
    - 第9話「もしも女房が裸婦モデルになったら」（1984年10月26日） - 瓦版屋
    - 第11話「もしも父親が"娘よ"と泣いたら」（1984年11月9日） - 男
    - 第16話「もしも討入りに雪が降らなかったら」（1984年12月14日） - 屋台の親爺

  - 「必殺仕事人V・激闘編」
    - 第5話「りつの家出で泣いたのは主水」（1985年12月20日）
    - 第7話「主水、正月もまたイジメられる」（1986年1月10日）
    - 第8話「初夢千両殺し」（1986年1月17日）
    - 第9話「せん、むこ殿をイビる」（1986年1月24日）
    - 第10話「主水 雀の丸焼きを食べる」（1986年1月31日）
    - 第12話「頼み人は津軽のあやつり人形」（1986年2月14日）
    - 第14話「せんとりつ 不倫する」（1986年2月28日） - 店主
    - 第16話「主水、クモ男を取り逃がす」（1986年3月14日） - 岡っ引き
    - 第25話「主水、紫陽花の下に金を隠す」（1986年5月30日）
    - 第26話「主水、殺しに遅刻する」（1986年6月6日）
    - 第32話「鍛冶屋の政、水中で闘う」（1986年7月18日）
    - 最終話「主水、裏ワザで勝負する」（1986年7月25日） - 喜助

  - 「必殺まっしぐら!」
    - 第1話「秀が帰って来た!」（1986年8月8日） - 酔客
    - 第6話「相手は佐渡金山の乱脈男」（1986年9月12日）

  - 「必殺仕事人V・旋風編」
    - 第5話「主水、X'マスプレゼントする」（1986年12月19日）
    - 第6話「主水 バースになる」（1987年1月9日）
    - 第12話「主水、ネズミ捕りにかかる」（1987年2月20日）

  - 「必殺仕事人V・風雲竜虎編」第6話（1987年5月1日）
  - 「必殺剣劇人」第3話（1987年8月21日）
  - 「必殺ワイド・新春 久しぶり!主水、夢の初仕事 悪人チェック!!」（1988年1月8日）
  - 「お待たせ必殺ワイド 仕事人vs秘拳三日殺し軍団 主水、競馬で大穴を狙う!?」（1988年9月30日）
  - 「必殺スペシャル・秋 仕事人vs仕事人 徳川内閣大ゆれ! 主水にマドンナ」（1989年10月6日）
  - 「必殺仕事人2009」最終話（2009年6月26日）
  - 「必殺仕事人2010」（2010年7月10日）
  - 「必殺仕事人2013」（2013年2月17日）
  - 「必殺仕事人2020」（2020年6月28日）
- 土曜ワイド劇場
  - 「京都殺人案内」
    - 第1作「花の棺」（1979年4月21日）
    - 第4作「亡き妻に捧げる犯人」（1981年1月24日） - 数井水産 社員
    - 第5作「母恋桜が散った」（1981年5月23日） - 警察官
    - 第9作「歌謡界の裏を暴け」（1984年3月24日） - タクシー運転手
    - 第10作「からたちの花は死んだよ」（1985年3月23日） - 広報担当官
    - 第12作「撮影所の女をさぐれ!」（1986年4月19日） - 徳山
    - 第14作「音次郎、女を張り込む」（1988年4月16日） - タクシー運転手
    - 第15作「音川、完全犯罪に挑む!」（1989年3月11日） - 警察官
    - 第17作「美人画商の黒いワナ」（1991年3月16日） - 鑑識
    - 第18作「20時18分の死神!? 花嫁の父 音川 美貌の未亡人と対決!」（1992年3月21日）
    - 第22作「高千穂から消えた美女と夜神楽の謎 阿蘇中岳火口のカメラは見た!」（1996年4月20日）
    - 第27作「望郷岡山県頭島 故郷の母に誓う報復の銃弾!」（2004年11月27日） - 広瀬勲
    - 第31作「夢の祇園・花暦の殺意!  だらりの帯が涙に濡れた 幻の舞妓16年目の恩讐の夜!」（2008年7月19日）
    - 第32作「京友禅に染め込む殺意の紅! 密会! 貴船隠れ宿 鞍馬火祭りの夜に燃えた最後の恋」（2010年2月27日）

  - 「京都妖怪地図」
    - 第2作「きらら坂に住む400歳の氷女」（1981年8月15日） - 守衛
    - 第3作「鳥辺山に棲む八百歳の女子大生」（1985年8月17日） - 木こり
    - 第5作「嵯峨野に生きた900歳の美人能面師・葵祭りの夜にせつなく濡れて…」

  - 「じゅく年夫婦探偵」（1982年7月24日）
  - 「京都花の宿殺人事件」（1988年8月27日） - タクシー運転手
  - 「新・赤かぶ検事奮戦記」
    - 第2作「呪いの紙草履 越中八尾・おわら風の盆の謎 飛騨高山〜白骨温泉」（1995年10月21日）
    - 第5作「飛騨古川からくり殺人! ヒスイ海岸と遺言状の謎 高山露天風呂〜越中天然洞窟湯」（1997年7月19日） - 香川藤吉
    - 第11作「紫式部があやつる連続殺人! 下呂〜高山〜新平湯 飛騨の人形に秘められた女の運命はいかに!!」（2000年7月15日）
    - 第14作「愛と憎しみのダブル誘拐殺人事件 飛騨高山〜ヒスイ海岸を巡る欲望の渦」（2002年10月19日）
    - 第17作「飛騨高山〜京都〜黒部 死体なき殺人! 内部告発者の妻は危険な香り」（2005年8月13日）

  - 「京都B級グルメ殺人マップ」第3作（2001年6月16日）
  - 「京都マル秘仕事人」第2作（2002年11月16日）
  - 「京都のテミス女裁判官」第2作（2004年5月8日）
  - 「天才刑事・野呂盆六」第5作（2010年6月12日）
- 「赤かぶ検事奮戦記」
  - 「赤かぶ検事奮戦記II」第8話「雪の夜の鬼殺し」（1982年1月22日）
  - 「赤かぶ検事奮戦記III」第13話「ドクロを抱いて寝る男」（1983年4月1日）
  - 火曜ミステリー劇場「赤かぶ検事奮戦記 おしゃべり地蔵殺人事件」（1990年4月17日）
- 「部長刑事」第1627話（1990年1月13日）
- 「本多の狐ー徳川家康の秘宝」（1992年9月29日）
- 「あぐら剣法無頼帖」（1994年1月1日）
- 「霧の橋の決闘!」（1999年7月6日）
- 「部長刑事シリーズ・警部補マリコ」第19話（2002年3月2日）
- 日曜洋画劇場「信長の棺」（2006年11月5日）
- 「ミヤコが京都にやって来た!」第1話（2021年1月11日） - 銭湯“船岡温泉”の客

#### テレビ東京
- 「日本名作怪談劇場」第1話・第5話・第6話・第10話・第12話（1979年6月20日・7月18日・7月25日・8月22日・9月5日）
- 「斬り捨て御免! 第3シリーズ」第5話・第7話・第13話・第14話・第18話・第21話・最終話（1982年7月7日・7月21日・9月1日・9月8日・10月20日・11月10日・11月17日）
- 「眠狂四郎無頼控」第6話・第12話（1983年5月11日・6月22日）
- 「月影兵庫あばれ旅」
  - 「月影兵庫あばれ旅 第1シリーズ」第10話「おれは盛岡には来なかった」（1989年12月8日）
  - 「月影兵庫あばれ旅 第2シリーズ」
    - 第2話「辻斬りが惚れた女」（1990年10月14日）
    - 第10話「女講釈師 見てきたような大捕物」（1990年12月9日）
- 「付き馬屋おえん事件帳 第1シリーズ」最終話（1990年3月30日）
- 「参上! 天空剣士」（1990年4月1日 - 9月30日） - 留吉 役
- 「鞍馬天狗」第2話・第49話（1990年10月14日・1991年9月15日）
- 新春ワイド時代劇
  - 「次郎長三国志」（1991年1月2日）
  - 「豊臣秀吉 天下を獲る!」（1995年1月2日）
- 「幕府お耳役檜十三郎」第2話（1991年4月14日）
- 「喧嘩屋右近 第1シリーズ」第2話・第5話・第10話（1992年10月16日・11月6日・12月11日）
- 「闇の狩人」（1994年4月1日）
- 「編笠十兵衛」第1話（1997年1月6日）
- 「米将軍・吉宗に挑んだ男」（1998年2月3日）
- 「弁慶」（2004年2月7日）
- 「よろずや平四郎活人剣」第1話（2007年4月20日）
- 「刺客請負人 シーズン1」第1話（2007年7月20日）

#### WOWOW
- 「京極夏彦「怪」」第2話・最終話（2000年3月18日・9月15日）
- 「巷説百物語」（2005年3月27日）
- 「イヴの贈り物」（2007年8月5日）
- 「大江戸グレートジャーニー 〜ザ・お伊勢参り〜」第1話（2020年6月6日）

#### NHK BSプレミアム
- 「雲霧仁左衛門2」最終話（2015年3月27日）
- 「立花登青春手控えスペシャル」（2020年1月3日）

#### BS朝日
- 「無用庵隠居修行2」（2018年9月8日）

#### BSジャパン
- 水曜ミステリー9
  - 「『追いつめる』定年刑事最後の張り込み」（2006年7月2日） - 観光案内所の職員
  - 「名犬フーバーの事件簿」（2008年6月11日）
- 「くノ一忍法帖 蛍火」
  - 第3話「神隠しの謎」（2018年5月8日）
  - 第10話「暗躍の影」（2018年8月14日） - 海老沢六兵衛

#### 時代劇専門チャンネル
- 「闇の狩人 後編」（2014年10月5日）
- 「吹く風は秋」（2017年12月2日）
- 「鬼平犯科帳 SEASON1 本所・桜屋敷」（2024年1月8日、時代劇専門チャンネル）

### その他テレビ番組
- 「日本偉人大賞2007 歴史を変えた超エライ人SP」（2007年4月7日、フジテレビ）

## その他
- 土曜ワイド劇場「京都B級グルメ殺人マップ」第2作（1999年3月6日、テレビ朝日） - 擬闘